# Bolitochara picta
Bolitochara picta är en skalbaggsart som först beskrevs av Thomas Casey 1906.  Bolitochara picta ingår i släktet Bolitochara och familjen kortvingar. Inga underarter finns listade i Catalogue of Life.